# Joseph Kasa-Vubu
Pour les articles homonymes, voir Kasa-Vubu.
 (janvier 2018).
Si vous disposez d'ouvrages ou d'articles de référence ou si vous connaissez des sites web de qualité traitant du thème abordé ici, merci de compléter l'article en donnant les références utiles à sa vérifiabilité et en les liant à la section « Notes et références ».
Joseph Kasa-Vubu, né vers 1917 et mort le 24 mars 1969, est le premier président de la république du Congo (Léopoldville) de 1960 à 1965.
Membre de l'ethnie Kongo, il devient dirigeant de l'Alliance des Bakongo (ABAKO) dans les années 1950 ainsi que l'un des principaux promoteurs de l'indépendance du Congo de la domination coloniale belge. Il devient le premier président du pays en alliance avec le premier ministre Patrice Lumumba. Peu après l'obtention de l'indépendance du pays en 1960, leur gouvernement est confronté à une série de mouvements de sécession. Pendant ce temps, le centriste Kasa-Vubu et le gauchiste Lumumba se sont affrontés quand ce dernier cherche l'assistance de l'Union soviétique, menant à une impasse politique. Kasa-Vubu accuse le gouvernement de Lumumba des sympathies communistes et ordonne sa dissolution. Après l'exécution de Lumumba en 1961, Kasa-Vubu préside une série de gouvernements faibles tout en affrontant des rebellions ultérieures des partisans de Lumumba. En 1965, il est renversé par un coup d'État fomenté par Joseph-Désiré Mobutu. Il meurt quatre ans plus tard.

## Biographie
Né en 1917 à Dizi près de Tshela centre dans le Mayombe (Bas-Congo), district du Bas-Fleuve au Congo belge et décédé le 24 mars 1969 à Boma (Bas-Congo).
Élève brillant et discipliné au petit-séminaire de Mbata-Kiela, il a poursuivi ses études supérieures au grand-séminaire de Kabwe au Kasaï pour devenir prêtre catholique. Cependant, au cours de la dernière année de sa formation, il a été jugé trop indépendant et trop critique pour devenir prêtre. Exclu du grand-séminaire sans motif valable à ses yeux et fort de sa formation en philosophie, il s'engage alors dans l'enseignement colonial. S'estimant insuffisamment payé pour son niveau d'instruction, il abandonne la carrière d'enseignant, et devient employé dans la Société forestière et agricole du Mayumbe (Agrifor) à Tshela pour ensuite devenir en 1942, comptable au service des finances du gouvernement colonial à Léopoldville.

## Parcours associatif

### Président de l'ABAKOjusqu'en 1965
C'est à Léopoldville qu'il subit les influences parfois divergentes de divers groupes d'« évolués » congolais et du mouvement de la décolonisation africaine. Avec d'autres intellectuels de langue Kongo, il crée en 1950 une association culturelle : l'Association des Bakongo pour l'unification, la conservation et l'expansion de la langue Kongo, en sigle ABAKO, dont la vision est le renouveau de la culture des Bakongo. Il s'est surtout révélé au grand public national et international en tant que dirigeant et président de l'ABAKO, Association des Bakongo, peuple qui constituait plus de 60 % de la population qui habitait la ville de Léopoldville dans les années 1950.

### Secrétaire général de l'ADAPESentre 1946 et 1965
À cette époque coloniale, le prêtre Tata Raphael dirige la congrégation des pères Scheut qui construit plusieurs écoles et des équipements sportifs. Ainsi, plusieurs associations d'anciens élèves sont créées, dont l'association des anciens élèves des pères de Scheut, l'ADAPES, qui constitue le moyen de socialisation en vue d'apporter des solutions appropriées à la concentration de la jeunesse en milieu urbain ainsi qu'un lieu de rencontre de l'élite congolaise. Toutes ces associations sont regroupées dans l'union des intérêts sociaux congolais, l'UNISCO, dirigée par Bolikango proposa le poste de Secrétaire général de l'ADAPES à Joseph Kasa-Vubu à partir de 1946. Lors d'un rassemblement de l'UNISCO en 1947, Joseph Kasa-Vubu, invité à prendre la parole, en profite alors pour faire un exposé sur le « droit du premier occupant ». En effet, grâce à sa formation en Philosophie, Joseph Kasa-Vubu explique à l'assistance l'importance de revendiquer la reconnaissance pour les congolais de leur droit du sol. En effet, cela découle de ces écrits de Jean-Jacques Rousseau : « En général, pour autoriser sur un terrain quelconque le droit de premier occupant, il faut les conditions suivantes : premièrement, que ce terrain ne soit encore habité par personne, secondement, qu'on n'en occupe que la quantité dont on a besoin pour subsister ; en troisième lieu, qu'on en prenne possession, non par une vaine cérémonie, mais par le travail et la culture, seul signe de propriété qui, à défaut de titres juridiques, doive être respecté d'autrui ». Sous le couvert d'un exposé de droit coutumier, KASA-VUBU y développe l'idée que le sol du Congo appartient aux premiers occupants, c'est-à-dire aux Congolais, et donc l'administration belge doit leur rendre l'usage de ce sol. Ce discours très osé et prématurément révolutionnaire fut très mal vu par l'administration. C'était une bombe. Les autres membres de l'Unisco s'en désolidarisèrent.
Joseph Kasa-Vubu est donc le premier Congolais à réclamer auprès du colonisateur les droits des premiers occupants en 1947.

## Parcours politique entre 1948 et 1965
L'ABAKO est initialement une association culturelle. Vers 1955, elle se transforme peu à peu en parti politique et se renomme l'Alliance des Bakongo. Elle s'illustre par son implication dans les débats autour du plan Van Bilsen, une proposition de l'universitaire belge Jan Van Bilsen visant l'émancipation de la colonie belge du Congo après une période de transition de 30 ans, qui servirait à préparer l'élite congolaise à l'indépendance. Le groupe « Conscience africaine », parrainé par l'abbé Joseph Malula, publie un manifeste appelé « manifeste de Conscience africaine » en soutien au plan Van Bilsen. L'ABAKO, dirigée par Joseph Kasa-Vubu, répond le 23 août 1956 en publiant un contre-manifeste, demandant l'annulation du plan Van Bilsen et l'indépendance immédiate et sans condition du Congo. Cet acte constitue la première demande d'indépendance du Congo par un parti politique.
En 1958, après une élection largement remportée par l'ABAKO à Léopoldville, Kasa-Vubu devient le premier bourgmestre noir de la commune de Dendale (aujourd'hui commune de Kasa-Vubu) situé au centre de la ville de Léopoldville (actuellement Kinshasa).
Il profite de cette position pour faire un discours revendiquant les libertés fondamentales et s'assigne comme objectif d'obtenir l'indépendance immédiate du pays, ce qui surprend et scandalise les autorités coloniales. Kasa-Vubu a une volonté de fer.

### Émeute du 4 Janvier 1959 puis convocation de la Table ronde en Janvier 1960
Le 4 janvier 1959, à la suite de l'interdiction par le pouvoir colonial du rassemblement politique de l'ABAKO devant être donné par Joseph Kasa-Vubu et les autres dirigeants de l'ABAKO, de graves émeutes éclatent à Léolpoldville.
Selon diverses sources, une confusion s'est installée à la suite des interprétations contradictoires des informations. Au départ, c'est une réunion privée de la section de Kalamu pour rendre compte des consultations qui se sont déroulées à Bruxelles, concernant les revendications de l'indépendance immédiate. Patrice Lumumba avait déjà organisé un meeting, de retour de la conférence d'Accra, pour rendre compte des résolutions des peuples africains d'obtenir l'indépendance et de maintenir une collaboration confiante, fructueuse et durable entre le Congo et la Belgique. Ainsi, la foule s'est rendu dans la cour de l'YMCA, en pensant que la présence de Joseph Kasa-Vubu à cette réunion signifiait qu'une réponse sur l'indépendance était obtenue,. Or, une réunion publique nécessite une autorisation. Face à l'hésitation de la foule, un fonctionnaire belge aurait dit que la réunion pouvait se tenir. C'est alors que Joseph Kasa-Vubu est arrivé avec son comité pour faire un bref discours en informant foule d'attendre la déclaration du gouvernement belge prévue le mardi 13 janvier 1959.
Il quitte ensuite la place YMCA avec le comité. Face à cette une intervention si courte, la foule pensait que la réunion était finalement interdite. Ainsi, les partisans de l'ABAKO revenant du lieu de l'événement annulé, pour manifester leur colère, s'attaquent aux édifices coloniaux, commerces et magasins appartenant à des Blancs. La foule de mécontents s'agrandit avec des supporters de football sortant du stade Tata Raphaël après la défaite de leur équipe. Il s'est ensuivi un affrontement sanglant avec les forces de l'ordre lourdement armées. Ces émeutes font plusieurs morts et blessés, particulièrement du côté des manifestants.

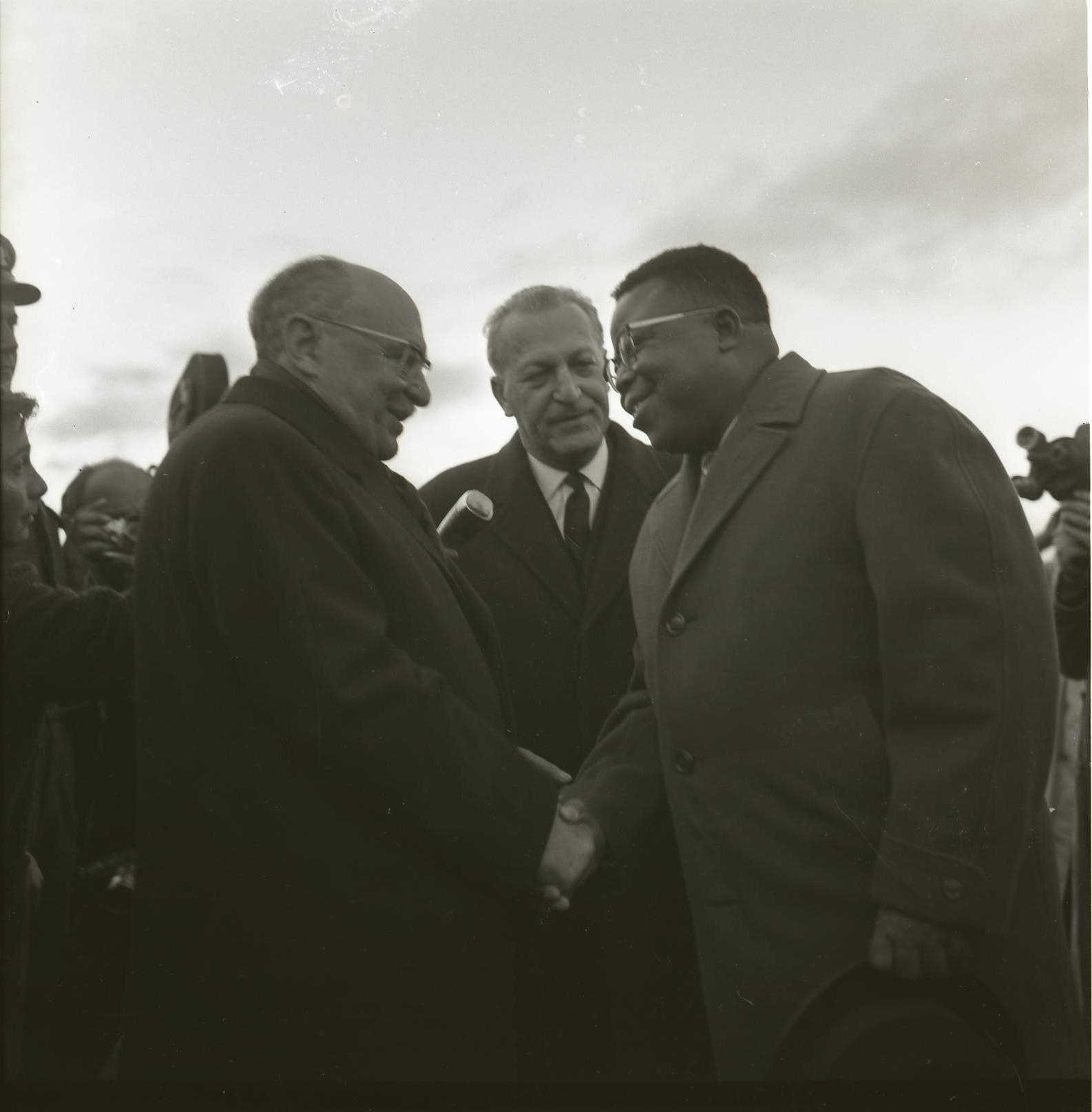
Kasa-Vubu avec Zalman Shazar, en Israël, en 1963.

À la suite de ces graves émeutes, Joseph Kasa-Vubu et les autres dirigeant de l'ABAKO (Daniel Kanza, Gaston Diomi Ndongala, Pindi, etc.) sont recherchés et certains d'entre eux arrêtés, mais à la suite de la pression populaire et politique de plus en plus montante, ils ont été vite libérés. La Belgique a alors ouvert des négociations avec les forces politiques locales, négociations dites de la « Table ronde de Bruxelles », pour une indépendance immédiate.
Lors de la Table ronde de Bruxelles, Joseph Kasa-Vubu en sa qualité de président de ce front commun, s'est particulièrement illustré en demandant la libération immédiate de Patrice Lumumba et sa participation à la Table ronde, menaçant de quitter lui-même la Table ronde. Lumumba était incarcéré à la prison de Stanleyville pour un prétendu détournement des fonds de la société qui l'employait au profit de son parti politique. Grâce à son intervention, Lumumba a été libéré et a rejoint la Table ronde. La Belgique fixe alors la date de l'indépendance pour le 30 Juin 1960. La population apprend la nouvelle par la radio qui diffuse, pour la première fois, la chanson préparée pour la circonstance par le chanteur Kabasele et l'African Jazz « Indépendance cha cha tozui, Kipwanza cha cha tubakidi... ».

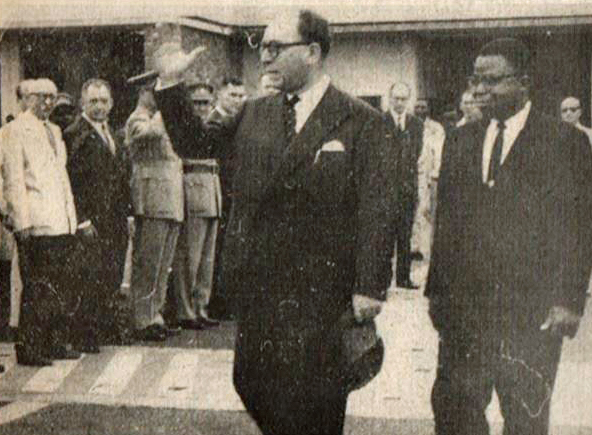
Kasa-Vubu et le gouverneur général du Congo belge Cornelis.

## Indépendance du pays le 30 juin 1960 et présidence

### Premier Président de la République (1960-1965)
À l'indépendance du pays (30 juin 1960), Joseph Kasa-Vubu est largement élu premier président de la jeune république du Congo par le premier Parlement congolais face à Bolikango. Il dirige le pays du 30 juin 1960 au 24 novembre 1965, dans un contexte de crises politiques, rébellions et tentatives de sécession. Il garde aujourd'hui en république démocratique du Congo une image généralement positive, et reste dans les mémoires comme un homme politique soucieux d'honnêteté et de transparence.
Quelques mois après l'indépendance, un conflit ouvert éclata entre Joseph Kasa-Vubu et le Premier ministre Patrice Lumumba. Ce dernier était accusé de mauvaise gouvernance, mais aussi de vouloir conduire le pays vers le communisme et aussi d'entretenir l'anarchie dans le pays notamment en poussant les militaires à se révolter contre les partenaires et techniciens étrangers encore présents au pays - d'où la décision de Joseph Kasa-Vubu de révoquer Lumumba et de demander au Parlement de pouvoir choisir un autre Premier ministre. Lumumba, à son tour, par un message diffusé à la radio nationale, tenta de révoquer Kasa-Vubu avant d'être lui-même mis en résidence surveillée, puis assassiné.

### Coup d'état militaire de Novembre 1965 et décès en 1969
Le lieutenant-colonel Mobutu préparait une stratégie pour ne pas éveiller les soupçons. Ainsi, sous couvert d'une réunion de tous les membres du haut commandement militaire pour commémorer la reprise d'un territoire auprès des rebelles, il coordonne les préparatifs du coup d'état avec les officiers supérieurs rassemblés. Les lignes téléphoniques sont coupées et personne ne communique avec l'extérieur jusqu'au matin, où il fait lire la déclaration du coup d'état. À la réception de sa lettre de destitution signée par Mobutu, le président Joseph Kasa-Vubu l'accepte, sans penser à une tentative de reconquête du pouvoir pour éviter des bains de sang. Ainsi, après avoir été évincé par le coup d'État militaire de Joseph Mobutu en novembre 1965, Joseph Kasa-Vubu est astreint à résidence par ce dernier et meurt de maladie et de manque de soins en 1969 dans sa résidence surveillée de Kisundi, située à Boma, dans l'actuelle province du Kongo-Central.

## Vision politique de la démocratie et du fédéralisme
La vision du pouvoir de Joseph Kasa-Vubu est la démocratie pluraliste, car le pouvoir émane du peuple et le mode de gouvernance prôné est l'unité du pays à travers le fédéralisme, c'est-à-dire l'exercice du pouvoir à deux niveaux : le niveau national ou l'État fédéral et le niveau provincial. Donc, le gouvernement fédéral partage les compétences avec le gouvernement provincial ou régional.
En appliquant cette pensée philosophique qu'est le fédéralisme, Joseph Kasa-Vubu estime que le pays peut concilier le souci de l'unité nationale et la décentralisation des provinces en vue de respecter les diversités culturelles et communautaires dans un système de démocratie pluraliste. C'est donc l'unité dans la diversité.
Afin de perpétrer cette vision politique, le parti politique OPEKA est créé en 2005 par sa fille Marie-Rose Kasa-Vubu Kiatazabu, en installant son siège social dans l'ancienne résidence du Joseph Kasa-Vubu, devenue un patrimoine national classé.

## Hommages

### Création de l'université Joseph Kasa-Vubu à Boma en 1999
L'Université Président Joseph Kasa Vubu se trouve en république démocratique du Congo, plus précisément à Boma dans la Province du Kongo Central. Elle a été créée en 1999 comme Université œcuménique et communautaire par les églises Catholique, Protestante et Kimbanguiste. C'est sous ce statut qu'elle avait été reconnue comme association sans but lucratif par Arrêté Ministériel n°197/MINESU/ESU/0176/2002 du 12 mars 2002.
Le nouveau laboratoire de la faculté de Médecine est inauguré en Octobre 2022 par sa petite fille, Carole Kiatazabu Itambo, Présidente de l'OPEKA et Ministre provinciale de l'Éducation de la province du Kongo central.

### Construction d'un mausolée sur sa tombe à Tshela en 2006
En 2006, le quatrième président de la république démocratique du Congo, Joseph Kabila décide de  reconnaître et de  revaloriser la mémoire de Joseph Kasa-Vubu en construisant un mausolée sur sa tombe qui se trouve dans le village de Singini, district de Tshela, dans la province du Kongo central. Ce mausolée est réalisé sur environ 400 m2 et présente une forme pyramidale avec, à son entrée, deux coquilles d'escargot percée par une épée. Au niveau de sa surface, ce mausolée prend de la hauteur avant de s'incliner vers la cave où le président Joseph Kasa-Vubu repose pour l'éternité.

### Sculpture en bronze de 9 mètres à Boma en 2010
Dans la ville de Boma, lieu de résidence surveillée de Joseph Kasa-Vubu, les Bakongo ont fait construire sur le mont Kisundi un monument représentant le président. C'est un monument de 9 m en bronze réalisé par  l'architecte Vuadi Lutete de l'académie des beaux arts de Kinshasa.

### Sculpture en bronze sur la place Kimpuanza en 2010
En 2010, le quatrième président de la république démocratique du Congo, Joseph Kabila décide commander une statue en bronze représentant Joseph Kasa-Vubu. C'est un monument en bronze de 5 tonnes, d'une envergure de 5,45 m de haut, sculpté en Corée du sud, à l'instar de ceux de Mzee Laurent-Désiré Kabila et de Patrice Emery Lumumba, et financé entièrement par le gouvernement provincial de Kinshasa.

### Proclamation de sa résidence comme patrimoine culturel national en Mai 2015
Au cours des émeutes du 4 janvier 1959 par les partisans de l'ABAKO, Joseph Kasa-Vubu est arrêté dans sa résidence de l'avenue Inzia dans la commune de Kasa-Vubu (anciennement Dendale), où il était bourgmestre. Pour préserver l'histoire et ne pas oublier ses combats pour l'indépendance de son pays et l'aspiration au bien-être de la population.

### Élévation au rang de héros national en Juin 2020
En 2020, Félix Tshisekedi, cinquième président de la république démocratique du Congo, décide d'honorer sa mémoire en l'élevant au rang de Héros national, au même titre que Patrice Lumumba,.

## Vie personnelle
Joseph Kasa-Vubu est mariée à Hortense Ngoma Massunda et, ensemble, ils ont 10 enfants, dont les 9 noms suivants :  Adolphe Kasa-Vubu, Marie-Rose Kasa-Vubu, Flavien Kasa-Vubu, Justine Kasa-Vubu, Joseph Kasa-Vubu Jr, Alain Kasa-Vubu, Viviane-Hortense Kasa-Vubu, Joséphine Kasa-Vubu et Michel Kasa-Vubu.

## Distinctions et décorations
- Grand-croix de l'ordre national du Dahomey (1963)[25].